# 印度的索馬里人
印度的索馬里人，包括擁有索馬里人祖先的入籍公民和在印度出生的居民。人口約5000人。
索馬里人擁有悠久的海上貿易歷史，並與印度和南亞各國人民進行了廣泛的互動，建立了各種商業定居點，貿易站以及與馬六甲蘇丹國和坎贝以及其他古印度政體的伙伴關係。
在1991年索馬里內戰爆發後，一些索馬里人在印度尋求庇護。如今，這個由約600人組成的小型社區由該國的大部分索馬里移民組成。

## 歷史

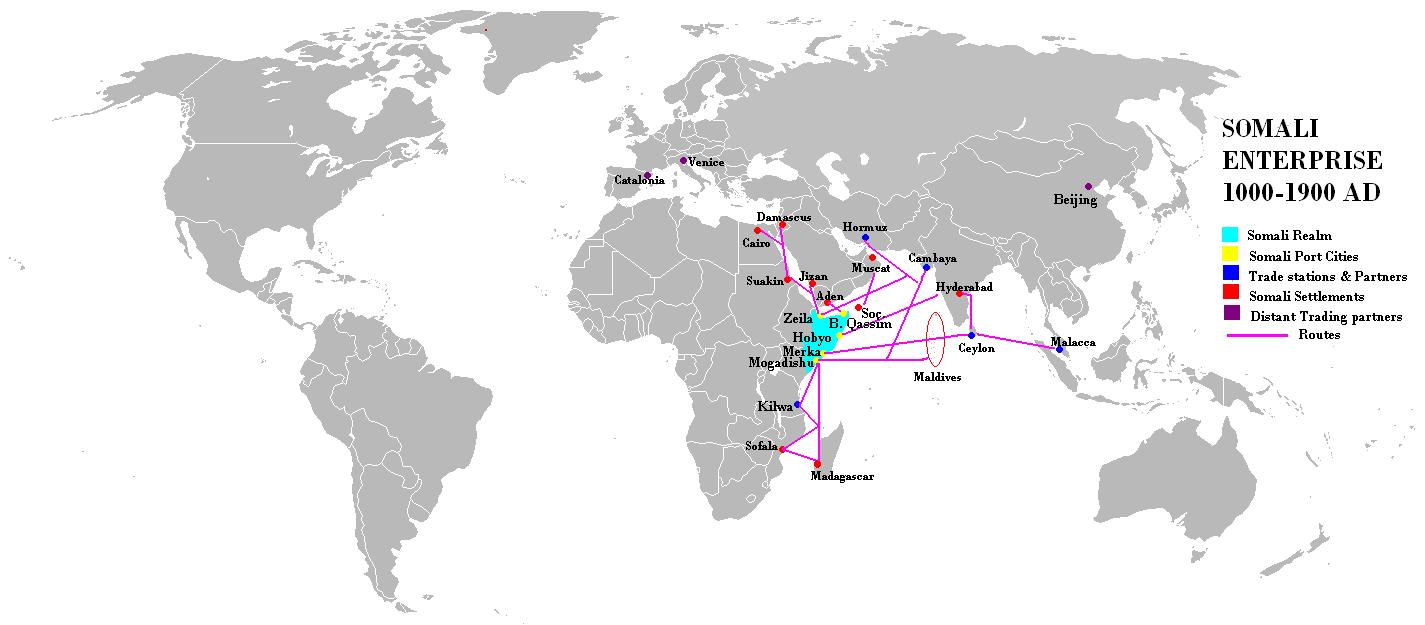
索馬里人的海上商路

索馬里人民擁有悠久的海上貿易傳統，在羅馬人征服納巴泰帝國和羅馬海軍駐紮在亞丁以遏制海盜活動之後，阿拉伯人和索馬里商人通過協議禁止印度船隻在阿拉伯半島的自由港口城市進行貿易，以保護索馬里和阿拉伯人在極其有利可圖的古代紅海-地中海貿易中的利益。然而，印度商人繼續在索馬里半島的港口城市進行貿易。
幾個世紀以來，印度商人從斯里蘭卡和印尼帶來了大量的肉桂到索馬里和阿拉伯。據說這是阿拉伯和索馬里商人與羅馬和希臘世界貿易中最大的秘密，使羅馬人和希臘人認為肉桂的來源是索馬里地區，但實際上，這種高價值的產品是通過印度船隻運往索馬里的。通過索馬里和阿拉伯貿易商的串通協議，印度/中國肉桂也以高得多的價格出口到北非，近東和歐洲，這使得肉桂貿易成為一個非常有利可圖的收入來源，特別是對索馬里商人來說，他們的入手很大數量，然後通過古老的海陸路線運輸。
在阿居蘭蘇丹國時代，索馬里的蘇丹國和馬爾卡、摩加迪沙、巴拉韋、霍比亞及其各自港口的共和國蓬勃發展並擁有利潤豐厚的對外貿易，船隻駛往和來自印度，阿拉伯，威尼斯，波斯，埃及，葡萄牙和中國。在16世紀，現代印度的坎贝王國的許多船隻運銷布和香料到摩加迪沙，為此他們獲得了金，蠟和象牙。沿海市場上豐富的肉類，小麥，大麥，馬和水果，為商人創造了巨大的財富。來自伊朗霍爾木茲的猶太商人也將他們的印度紡織品和水果帶到了索馬里海岸，以換取穀物和木材。
此外，索馬里人在15世紀與馬六甲蘇丹國建立了貿易關係，布料，龍涎香和瓷器是主要商品。尋求繞過葡萄牙封鎖和阿曼干預的蘇拉特的印度商人也使用了馬爾卡和巴拉韋的索馬里港口（不屬於阿居蘭蘇丹國的管轄範圍）進行安全交易而不受干擾。
最近，由於1991年爆發的索馬里內戰，一些索馬里人在印度尋求庇護。這個小社區今天包括該國的大部分索馬里移民。

## 分布
索馬里人主要居住在以下城市：浦那，新德里，孟買，海德拉巴，邁索爾和奧郎加巴德。據估計，印度有600名索馬里人，但其中80％至90％集中在海德拉巴市，而不是新德里。

## 社會問題
印度的索馬里人尋求庇護者在獲得醫療和教育方面，以及尋找合適的住房條件方面，往往面臨比其他移民群體更大的挑戰。這主要是由於不通印地語和英語，這使得很難找到適當的工作。由於許多人還沒有獲得政府頒發的居留許可，雇主往往不願僱用外國人，以免引起當地警方的注意。
大多數索馬里僑民是年輕人和無人陪伴的未成年人，他們住在共享住所，幾乎沒有機構支持，因為他們所需的大多數服務都位於新德里。儘管如此，一些移民報告說，由於整體生活成本較低，特別是在住房和食物方面，海得拉巴的生活條件較好。 海德拉巴龐大的穆斯林人口和文化也使人們更容易適應。